# Castelo de Montréal (Jordânia)
Castelo de Montréal (em árabe: مونتريال; em latim: Mons Regalis, Mont Real), ou Qal'at ash-Shawbak (قلعة الشوبك) em árabe, é um castelo construído pelos cruzados e ampliado pelos mamelucos, no lado oriental do Vale Arava, empoleirado na encosta de uma montanha rochosa e cônica, com vista para os pomares de frutas abaixo. As ruínas estão localizadas perto da moderna cidade de Shoubak, na Jordânia.

## Nome
Os cruzados, que escreveram suas crônicas em latim medieval, francês antigo e occitano, mencionaram o castelo como Castrum Saboach ou Scobach, ou como Mons Regalis, Mont Real e Monreal.

## Escavação
Em 1994, o castelo nunca havia sido totalmente escavado, mas em 2006 estava sendo investigado por uma equipe arqueológica italiana da Universidade de Florença.

## História

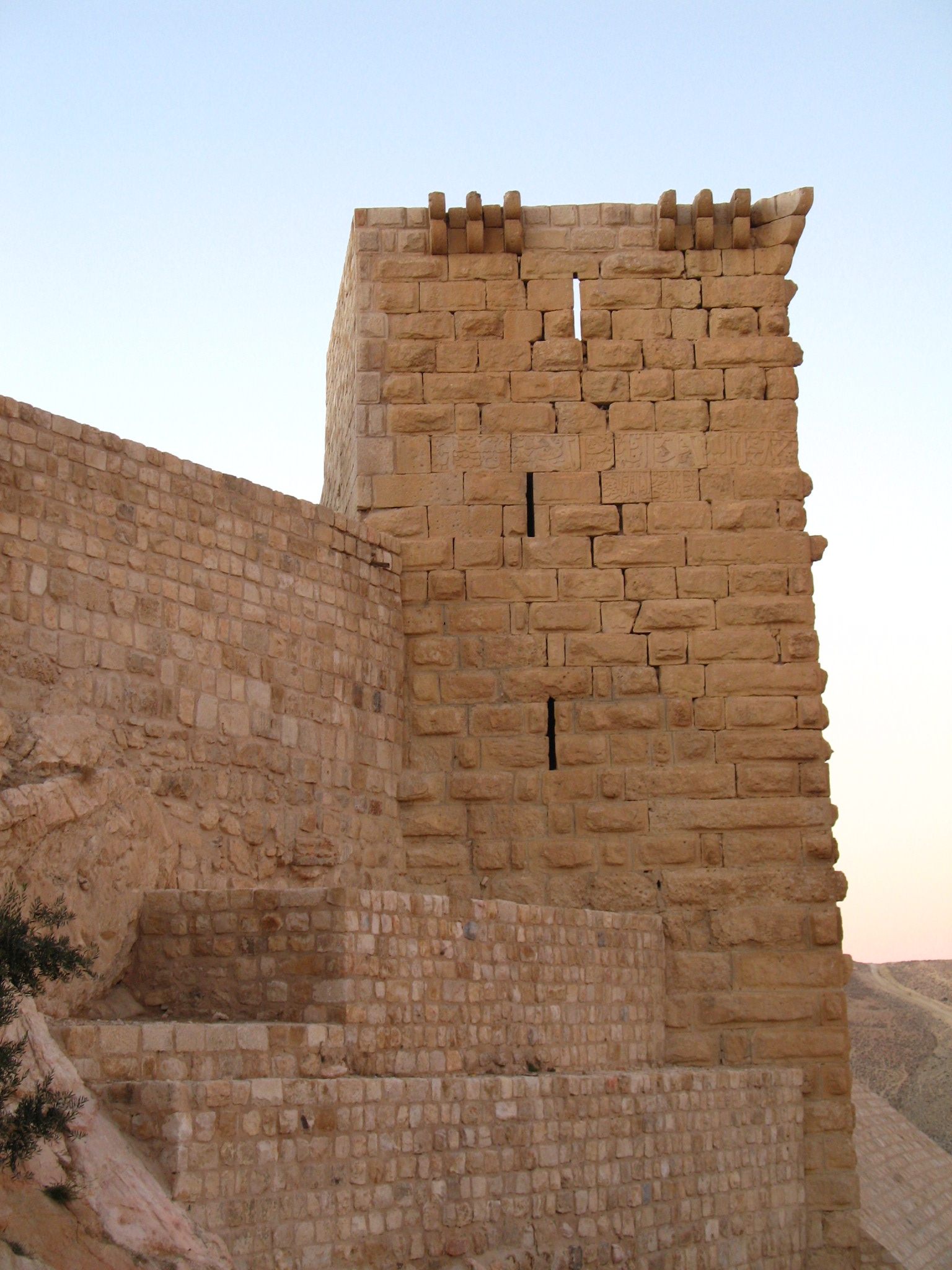
Uma torre do Castelo de Montreal

O castelo foi construído em 1115 por Balduíno I de Jerusalém durante sua expedição à área quando ele capturou Aqaba, no Mar Vermelho, em 1116. Originalmente chamado de "Krak de Montreal" ou "Mons Regalis", seu nome foi dado em homenagem à contribuição do próprio rei para sua construção (Mont Royal). O castelo está localizado no topo de uma colina redonda, separado do resto do planalto de Edom, que, junto com Moabe, formava o núcleo do Senhorio da Transjordânia. Apesar da aparência, a planície de Edom era um local relativamente fértil, o que tornava o local, juntamente com sua importância estratégica, altamente desejável. O castelo era estrategicamente importante devido ao fato de também dominar a passagem principal do Egito para a Síria. Isto permitiu que quem detivesse o castelo tributasse não só os comerciantes, mas também aqueles que estavam em peregrinação a Meca e Medina. Uma das principais desvantagens do local era a falta de uma fonte confiável de água, um problema que os cruzados enfrentaram em todo o Oriente Médio. Este problema foi resolvido com a construção de um túnel descendo a colina até duas cisternas alimentadas por nascentes. O túnel permitiu que os defensores fossem buscar água sem se exporem a nenhum atacante.
Permaneceu propriedade da família real do Reino de Jerusalém até 1142, quando se tornou parte do Senhorio da Transjordânia. Ao mesmo tempo, o centro do Senhorio foi transferido para Caraque, uma fortaleza mais forte ao norte de Montreal. Junto com Caraque, o castelo devia sessenta cavaleiros ao reino. O primeiro Senhorio da Transjordânia foi Filipe de Nablus. Foi detida por Filipe de Milly e depois passada para Reinaldo de Châtillon quando ele se casou com Estefânia de Milly. Reinaldo usou o castelo para atacar as ricas caravanas que antes tinham sido autorizadas a passar ilesas. Ele também construiu navios lá e os transportou por terra até o Mar Vermelho, planejando atacar a própria Meca. Isto era intolerável para o sultão aiúbida Saladino, que invadiu o reino em 1187. Depois de capturar Jerusalém, no final do ano ele sitiou Montreal. Dizem que durante o cerco, os defensores venderam suas esposas e filhos por comida e ficaram cegos por "falta de sal". Por causa da colina, Saladino não conseguiu usar máquinas de cerco, mas depois de quase dois anos o castelo finalmente caiu para suas tropas em maio de 1189, após o que as famílias dos defensores foram devolvidas a eles. Após sua captura, Saladino concedeu-o ao seu irmão, Adil, e o manteve como sua propriedade até depois da morte de seu irmão em 1193. Durante as negociações entre os cruzados e os aiúbidas em 1218-19, a relutância dos aiúbidas em devolver a propriedade de Montreal e Caraque foi uma das principais razões do fracasso das negociações. Em 1261, o sultão mameluco Baibars invadiu o castelo, colocando-o sob o controle do Egito.

## Estrutura
Pouco resta das fortificações originais dos cruzados. Embora nunca tenha sido totalmente escavado, sabe-se que existia um conjunto de três muros, dos quais restam parcialmente. Os vestígios mais significativos das partes cruzadas do castelo dos cruzados são os restos de uma parede de cortina que corria dentro das adições muçulmanas posteriores e duas capelas. As torres e muralhas são decoradas com inscrições esculpidas que datam de reformas mamelucas do século XIV, mas o interior está em ruínas. O peregrino Thietmar, que viu o castelo em 1217 após a conquista muçulmana, referiu-se a ele como "uma fortaleza excelente, cercada por paredes triplas e tão forte quanto qualquer outra que já vi". As paredes e torres externas são atribuídas ao patrocínio do sultão mameluco Lajim.